# Brian Kerry
Brian Philip Kerry (sinh ngày 18 tháng 12 năm 1948) là một cầu thủ bóng đá chuyên nghiệp người Anh thi đấu ở vị trí tiền đạo.